# WTA-toernooi van Auckland
Het WTA-toernooi van Auckland is een jaarlijks terugkerend tennistoernooi voor vrouwen dat wordt georganiseerd in de Nieuw-Zeelandse stad Auckland. De officiële naam van het toernooi is ASB Classic.
De WTA organiseert het toernooi dat in de categorie "WTA 250" valt en wordt gespeeld op hardcourt.
Het toernooi werd in 1971 voor het eerst gehouden. De editie van 1985 had plaats op gras, maar vanaf 1987 wordt gespeeld op een hardcourtbaan. Sinds 1996 wordt het toernooi georganiseerd in de eerste week van januari.
Op dezelfde locatie spelen de mannen een week later het ATP-toernooi van Auckland.

## Officiële toernooinamen
| 1964–1968                              | Wills International                 |
| 1969                                   | New Zealand Open                    |
| 1970–1971, 1973–1974, 1976, 1978, 1980 | Benson & Hedges NZ Open             |
| 1972                                   | BP New Zealand Open                 |
| 1975, 1977, 1979, 1981–1982            | New Zealand Open                    |
| 1986–1990                              | Nutri-Metics (International) (Open) |
| 1991–1992                              | Nutri-Metics Bendon Classic         |
| 1993–1996                              | Amway Classic                       |
| 1997–heden                             | ASB (Bank) Classic                  |

## Meervoudig winnaressen enkelspel
| speelster            | aantal titels | in de jaren      |
| -------------------- | ------------- | ---------------- |
| Margaret Smith-Court | 3             | 1964, 1966, 1971 |
| Evonne Goolagong     | 3             | 1973–1975        |
| Ann Haydon-Jones     | 2             | 1969, 1970       |
| Pam Whytcross        | 2             | 1979, 1981       |
| Patty Fendick        | 2             | 1988, 1989       |
| Eléni Daniilídou     | 2             | 2003, 2004       |
| Julia Görges         | 2             | 2018, 2019       |
| Cori Gauff           | 2             | 2023, 2024       |

## Enkel- en dubbelspeltitel in één jaar
| speelster            | in het jaar      |
| -------------------- | ---------------- |
| Margaret Smith-Court | 1964, 1966, 1971 |
| Evonne Goolagong     | 1973–1975        |
| Ann Haydon-Jones     | 1969, 1970       |
| Patty Fendick        | 1988, 1989       |
| Rosie Casals         | 1967             |
| Kerry Melville       | 1968             |
| Mona Schallau        | 1972             |
| Anne Hobbs           | 1985             |
| Leila Meschi         | 1990             |
| Elna Reinach         | 1993             |
| Katarina Srebotnik   | 2005             |

## Finales

### Enkelspel
| Datum      | Naam                                   | Cat.                                   | ($)                                    | Ondergrond                             | Winnares                               | Verliezend finaliste                   | Uitslag                                |                                        |
| ---------- | -------------------------------------- | -------------------------------------- | -------------------------------------- | -------------------------------------- | -------------------------------------- | -------------------------------------- | -------------------------------------- | -------------------------------------- |
| 1964-02-03 | Wills International                    |                                        |                                        | gras, buiten                           | Margaret Smith                         | Jan Lehane                             | 6-4, 3-6, 6-0                          |                                        |
| 1965-02-03 | Wills International                    |                                        |                                        | gras, buiten                           | Rita Bentley                           | Jill Blackman                          | 6-4, 6-3                               |                                        |
| 1966-02-03 | Wills International                    |                                        |                                        | gras, buiten                           | Margaret Smith                         | Kerry Melville                         | 6-1, 6-1                               |                                        |
| 1967-01-29 | Wills International                    |                                        |                                        | gras, buiten                           | Rosie Casals                           | Françoise Dürr                         | 6-2, 7-5                               |                                        |
| 1968-01-28 | Wills International                    |                                        |                                        | gras, buiten                           | Kerry Melville                         | Gail Sherriff                          | 8-6, 6-1                               |                                        |
| 1969-01-27 | New Zealand Open                       |                                        | 10.000                                 | gras, buiten                           | Ann Haydon-Jones                       | Karen Krantzcke                        | 6-1, 6-1                               |                                        |
| 1970-01-27 | Benson & Hedges NZ Open                |                                        | 13.500                                 | gras, buiten                           | Ann Haydon-Jones                       | Kerry Melville                         | 0-6, 6-4, 6-1                          |                                        |
| 1971-03-03 | Benson & Hedges NZ Open                |                                        | 16.000                                 | gras, buiten                           | Margaret Court                         | Evonne Goolagong                       | 3-6, 7-6, 6-2                          |                                        |
| 1972-01-17 | BP New Zealand Open                    |                                        |                                        | gras, buiten                           | Mona Schallau                          | Marilyn Pryde                          | 6-2, 6-0                               |                                        |
| 1973-01-09 | Benson & Hedges NZ Open                |                                        |                                        | gras, buiten                           | Evonne Goolagong                       | Marilyn Pryde                          | 6-0, 6-1                               |                                        |
| 1974-01-07 | Benson & Hedges NZ Open                |                                        |                                        | gras, buiten                           | Evonne Goolagong                       | Ann Kiyomura                           | 6-3, 6-1                               |                                        |
| 1975-01-06 | New Zealand Open                       |                                        |                                        | gras, buiten                           | Evonne Goolagong                       | Linda Mottram                          | 6-2, 7-5                               |                                        |
| 1976-01-05 | Benson & Hedges NZ Open                |                                        |                                        | gras, buiten                           | Sue Barker                             | Helga Masthoff                         | 6-5                                    |                                        |
| 1977-01-10 | New Zealand Open                       |                                        |                                        | gras, buiten                           | Heidi Eisterlehner                     | Karen Krantzcke                        | 6-4, 6-4                               |                                        |
| 1978-01-02 | Benson & Hedges NZ Open                |                                        |                                        | gras, buiten                           | Helena Anliot                          | Marilyn Tesch                          | 6-4, 6-3                               |                                        |
| 1979-01-01 | New Zealand Open                       |                                        |                                        | gras, buiten                           | Pam Whytcross                          | Brenda Perry                           | 6-3, 7-5                               |                                        |
| 1980-01-01 | Benson & Hedges NZ Open                |                                        |                                        | gras, buiten                           | Janet Newberry                         | Judy Connor                            | 6-2, 6-1                               |                                        |
| 1981-01-05 | New Zealand Open                       |                                        | 5.000                                  | gras, buiten                           | Pam Whytcross                          | Chris Newton                           | 3-6, 6-4, 6-1                          |                                        |
| 1982-01-25 | New Zealand Open                       |                                        |                                        | gras, buiten                           | Susan Hagey                            | Belinda Cordwell                       | 6-4, 6-2                               |                                        |
| 1983–1984  | geen toernooi                          | geen toernooi                          | geen toernooi                          | geen toernooi                          | geen toernooi                          | geen toernooi                          | geen toernooi                          | geen toernooi                          |
| 1985-12-09 | Nutri-Metics Open                      |                                        | 50.000                                 | gras, buiten                           | Anne Hobbs                             | Louise Field                           | 6-3, 6-1                               | details                                |
| 1986       | geen toernooi                          | geen toernooi                          | geen toernooi                          | geen toernooi                          | geen toernooi                          | geen toernooi                          | geen toernooi                          | geen toernooi                          |
| 1987-01-26 | Nutri-Metrics Int'l Open               |                                        | 50.000                                 | hardcourt, buiten                      | Gretchen Rush                          | Terry Phelps                           | 6-2, 6-3                               | details                                |
| 1988-01-25 | Nutri-Metics                           | Tier V                                 | 50.000                                 | hardcourt, buiten                      | Patty Fendick                          | Sara Gomer                             | 6-3, 7-6                               | details                                |
| 1989-01-30 | Nutri-Metics                           | Tier V                                 | 75.000                                 | hardcourt, buiten                      | Patty Fendick                          | Belinda Cordwell                       | 6-2, 6-0                               | details                                |
| 1990-01-29 | Nutri-Metics                           | Tier V                                 | 75.000                                 | hardcourt, buiten                      | Leila Meschi                           | Sabine Appelmans                       | 6-1, 6-0                               | details                                |
| 1991-01-28 | Nutri-Metics Bendon Classic            | Tier V                                 | 100.000                                | hardcourt, buiten                      | Eva Švíglerová                         | Andrea Strnadová                       | 6-2, 0-6, 6-1                          | details                                |
| 1992-01-27 | Nutri-Metics Bendon Classic            | Tier V                                 | 100.000                                | hardcourt, buiten                      | Robin White                            | Andrea Strnadová                       | 2-6, 6-4, 6-3                          | details                                |
| 1993-02-01 | Amway Classic                          | Tier IV                                | 100.000                                | hardcourt, buiten                      | Elna Reinach                           | Caroline Kuhlman                       | 6-0, 6-0                               | details                                |
| 1994-01-31 | Amway Classic                          | Tier IV                                | 100.000                                | hardcourt, buiten                      | Ginger Helgeson                        | Inés Gorrochategui                     | 7-6, 6-3                               | details                                |
| 1995-01-30 | Amway Classic                          | Tier IV                                | 107.500                                | hardcourt, buiten                      | Nicole Bradtke                         | Ginger Nielsen                         | 3-6, 6-2, 6-1                          | details                                |
| 1996-01-01 | Amway Classic                          | Tier IV                                | 107.500                                | hardcourt, buiten                      | Sandra Cacic                           | Barbara Paulus                         | 6-3, 1-6, 6-4                          | details                                |
| 1996-12-30 | ASB Bank Classic                       | Tier IV                                | 107.500                                | hardcourt, buiten                      | Marion Maruska                         | Judith Wiesner                         | 6-3, 6-1                               | details                                |
| 1998-01-05 | ASB Bank Classic                       | Tier IV                                | 107.500                                | hardcourt, buiten                      | Dominique Van Roost                    | Silvia Farina                          | 4-6, 7-6, 7-5                          | details                                |
| 1999-01-04 | ASB Bank Classic                       | Tier IVb                               | 112.500                                | hardcourt, buiten                      | Julie Halard-Decugis                   | Dominique Van Roost                    | 6-4, 6-1                               | details                                |
| 2000-01-03 | ASB Bank Classic                       | Tier IVb                               | 110.000                                | hardcourt, buiten                      | Anne Kremer                            | Cara Black                             | 6-4, 6-4                               | details                                |
| 2001-01-01 | ASB Bank Classic                       | Tier V                                 | 110.000                                | hardcourt, buiten                      | Meilen Tu                              | Paola Suárez                           | 7-6, 6-2                               | details                                |
| 2001-12-31 | ASB Bank Classic                       | Tier IV                                | 140.000                                | hardcourt, buiten                      | Anna Smashnova                         | Tatjana Panova                         | 6-2, 6-2                               | details                                |
| 2002-12-30 | ASB Classic                            | Tier IV                                | 140.000                                | hardcourt, buiten                      | Eléni Daniilídou                       | Cho Yoon-jeong                         | 6-4, 4-6, 7-6                          | details                                |
| 2004-01-05 | ASB Classic                            | Tier IV                                | 140.000                                | hardcourt, buiten                      | Eléni Daniilídou                       | Ashley Harkleroad                      | 6-3, 6-2                               | details                                |
| 2005-01-03 | ASB Classic                            | Tier IV                                | 140.000                                | hardcourt, buiten                      | Katarina Srebotnik                     | Shinobu Asagoe                         | 5-7, 7-5, 6-4                          | details                                |
| 2006-01-02 | ASB Classic                            | Tier IV                                | 145.000                                | hardcourt, buiten                      | Marion Bartoli                         | Vera Zvonarjova                        | 6-2, 6-2                               | details                                |
| 2007-01-01 | ASB Classic                            | Tier IV                                | 145.000                                | hardcourt, buiten                      | Jelena Janković                        | Vera Zvonarjova                        | 7-6, 5-7, 6-3                          | details                                |
| 2007-12-31 | ASB Classic                            | Tier IV                                | 145.000                                | hardcourt, buiten                      | Lindsay Davenport                      | Aravane Rezaï                          | 6-2, 6-2                               | details                                |
| 2009-01-05 | ASB Classic                            | International                          | 220.000                                | hardcourt, buiten                      | Jelena Dementjeva                      | Jelena Vesnina                         | 6-4, 6-1                               | details                                |
| 2010-01-04 | ASB Classic                            | International                          | 220.000                                | hardcourt, buiten                      | Yanina Wickmayer                       | Flavia Pennetta                        | 6-3, 6-2                               | details                                |
| 2011-01-03 | ASB Classic                            | International                          | 220.000                                | hardcourt, buiten                      | Gréta Arn                              | Yanina Wickmayer                       | 6-3, 6-3                               | details                                |
| 2012-01-02 | ASB Classic                            | International                          | 220.000                                | hardcourt, buiten                      | Zheng Jie                              | Flavia Pennetta                        | 2-6, 6-3, 2-0, opg.                    | details                                |
| 2012-12-31 | ASB Classic                            | International                          | 235.000                                | hardcourt, buiten                      | Agnieszka Radwańska                    | Yanina Wickmayer                       | 6-4, 6-4                               | details                                |
| 2013-12-30 | ASB Classic                            | International                          | 250.000                                | hardcourt, buiten                      | Ana Ivanović                           | Venus Williams                         | 6-2, 5-7, 6-4                          | details                                |
| 2015-01-05 | ASB Classic                            | International                          | 250.000                                | hardcourt, buiten                      | Venus Williams                         | Caroline Wozniacki                     | 2-6, 6-3, 6-3                          | details                                |
| 2016-01-04 | ASB Classic                            | International                          | 250.000                                | hardcourt, buiten                      | Sloane Stephens                        | Julia Görges                           | 6-4, 6-2                               | details                                |
| 2017-01-02 | ASB Classic                            | International                          | 250.000                                | hardcourt, buiten                      | Lauren Davis                           | Ana Konjuh                             | 6-3, 6-1                               | details                                |
| 2018-01-01 | ASB Classic                            | International                          | 250.000                                | hardcourt, buiten                      | Julia Görges                           | Caroline Wozniacki                     | 6-4, 7-6                               | details                                |
| 2018-12-31 | ASB Classic                            | International                          | 250.000                                | hardcourt, buiten                      | Julia Görges                           | Bianca Andreescu                       | 2-6, 7-5, 6-1                          | details                                |
| 2020-01-06 | ASB Classic                            | International                          | 275.000                                | hardcourt, buiten                      | Serena Williams                        | Jessica Pegula                         | 6-3, 6-4                               | details                                |
| 2021–2022  | geen toernooi wegens de coronapandemie | geen toernooi wegens de coronapandemie | geen toernooi wegens de coronapandemie | geen toernooi wegens de coronapandemie | geen toernooi wegens de coronapandemie | geen toernooi wegens de coronapandemie | geen toernooi wegens de coronapandemie | geen toernooi wegens de coronapandemie |
| 2023-01-02 | ASB Classic                            | WTA 250                                | 259.303                                | hardcourt, buiten                      | Cori Gauff                             | Rebeka Masarova                        | 6-1, 6-1                               | details                                |
| 2024-01-01 | ASB Classic                            | WTA 250                                | 267.082                                | hardcourt, buiten                      | Cori Gauff                             | Elina Svitolina                        | 6-7, 6-3, 6-3                          | details                                |
| 2024-12-30 | ASB Classic                            | WTA 250                                | 275.094                                | hardcourt, buiten                      | Clara Tauson                           | Naomi Osaka                            | 4-6, opg.                              | details                                |

### Dubbelspel
| Datum              | Naam                                   | Cat.                                   | ($)                                    | Ondergrond                             | Winnaressen                            | Verliezend finalistes                         | Uitslag                                |                                        |
| ------------------ | -------------------------------------- | -------------------------------------- | -------------------------------------- | -------------------------------------- | -------------------------------------- | --------------------------------------------- | -------------------------------------- | -------------------------------------- |
| 1964-02-03         | Wills International                    |                                        |                                        | gras, buiten                           | Jan Lehane Margaret Smith              | Ethne Green Elizabeth Terry                   | 6-2, 6-2                               |                                        |
| 1965-02-03         | Wills International                    |                                        |                                        | gras, buiten                           | Judy Tegart Jill Blackman              | Elaine Becroft Ruia Morrison                  | 9-7, 7-9, 6-1                          |                                        |
| 1966-02-03         | Wills International                    |                                        |                                        | gras, buiten                           | Margaret Smith Lesley Turner           | Heather Robson Elaine Stephan                 | 6-2, 6-1                               |                                        |
| 1967-01-29         | Wills International                    |                                        |                                        | gras, buiten                           | Rosie Casals Françoise Dürr            | Kerry Melville Gail Sherriff                  | 6-4, 10-8                              |                                        |
| 1968-01-28         | Wills International                    |                                        |                                        | gras, buiten                           | Kerry Melville Gail Sherriff           | Ada Bakker Astrid Suurbeek                    | 6-0, 6-2                               |                                        |
| 1969-01-27         | New Zealand Open                       |                                        | 10.000                                 | gras, buiten                           | Ann Haydon-Jones Billie Jean King      | Helen Gourlay Karen Krantzcke                 | 6-2, 10-8                              |                                        |
| 1970-01-27         | Benson & Hedges NZ Open                |                                        | 13.500                                 | gras, buiten                           | Margaret Court Ann Haydon-Jones        | Karen Krantzcke Kerry Melville                | 6-0, 6-4                               |                                        |
| 1971-03-03         | Benson & Hedges NZ Open                |                                        | 16.000                                 | gras, buiten                           | Margaret Court Evonne Goolagong        | Lesley Bowrey Winnie Shaw                     | 7-6, 6-0                               |                                        |
| 1972-01-17         | BP New Zealand Open                    |                                        |                                        | gras, buiten                           | Ann Lebedeff Mona Schallau             | Jeanette Amer Robyn Legge                     | 6-1, 6-1                               |                                        |
| 1973-01-09         | Benson & Hedges NZ Open                |                                        |                                        | gras, buiten                           | Evonne Goolagong Janet Young           | Patricia Coleman Marilyn Tesch                | 6-1, 6-3                               |                                        |
| 1974-01-07         | Benson & Hedges NZ Open                |                                        |                                        | gras, buiten                           | Evonne Goolagong Janet Young           | Peggy Michel Wendy Turnbull                   | 7-6, 6-1                               |                                        |
| 1975-01-06         | New Zealand Open                       |                                        |                                        | gras, buiten                           | Evonne Goolagong Wendy Turnbull        | Laura duPont Cecilia Martinez                 | 6-3, 4-6, 6-4                          |                                        |
| 1976–1984          | geen toernooi                          | geen toernooi                          | geen toernooi                          | geen toernooi                          | geen toernooi                          | geen toernooi                                 | geen toernooi                          | geen toernooi                          |
| 1985-12-09         | Nutri-Metics Open                      |                                        | 50.000                                 | gras, buiten                           | Anne Hobbs Candy Reynolds              | Lea Antonoplis Adriana Villagrán              | 6-1, 6-3                               | details                                |
| 1986               | geen toernooi                          | geen toernooi                          | geen toernooi                          | geen toernooi                          | geen toernooi                          | geen toernooi                                 | geen toernooi                          | geen toernooi                          |
| 1987-01-26         | Nutri-Metrics International Open       |                                        | 50.000                                 | hardcourt, buiten                      | A-M Fernandez Julie Richardson         | Gretchen Magers Elizabeth Minter              | 4-6, 6-4, 6-2                          | details                                |
| 1988-01-25         | Nutri-Metics                           | Tier V                                 | 50.000                                 | hardcourt, buiten                      | Patty Fendick Jill Hetherington        | Cammy MacGregor Cynthia MacGregor             | 6-2, 6-1                               | details                                |
| 1989-01-30         | Nutri-Metics                           | Tier V                                 | 75.000                                 | hardcourt, buiten                      | Patty Fendick Jill Hetherington        | Elizabeth Smylie Janine Tremelling            | 6-4, 6-4                               | details                                |
| 1990-01-29         | Nutri-Metics                           | Tier V                                 | 75.000                                 | hardcourt, buiten                      | Natalia Medvedeva Leila Meschi         | Jill Hetherington Robin White                 | 3-6, 6-3, 7-6                          | details                                |
| 1991-01-28         | Nutri-Metics Bendon Classic            | Tier V                                 | 100.000                                | hardcourt, buiten                      | Patty Fendick Larisa Savtsjenko        | Jo-Anne Faull Julie Richardson                | 6-3, 6-3                               | details                                |
| 1992-01-27         | Nutri-Metics Bendon Classic            | Tier V                                 | 100.000                                | hardcourt, buiten                      | R Fairbank-Nideffer R Reggi-Concato    | Jill Hetherington Kathy Rinaldi               | 1-6, 6-1, 7-5                          | details                                |
| 1993-02-01         | Amway Classic                          | Tier IV                                | 100.000                                | hardcourt, buiten                      | Isabelle Demongeot Elna Reinach        | Jill Hetherington Kathy Rinaldi               | 6-2, 6-4                               | details                                |
| 1994-01-31         | Amway Classic                          | Tier IV                                | 100.000                                | hardcourt, buiten                      | Patricia Hy Mercedes Paz               | Jenny Byrne Julie Richardson                  | 6-4, 7-6                               | details                                |
| 1995-01-30         | Amway Classic                          | Tier IV                                | 107.500                                | hardcourt, buiten                      | Jill Hetherington Elna Reinach         | Laura Golarsa Caroline Vis                    | 7-6, 6-2                               | details                                |
| 1996-01-01         | Amway Classic                          | Tier IV                                | 107.500                                | hardcourt, buiten                      | Els Callens Julie Halard-Decugis       | Jill Hetherington Kristine Radford            | 6-1, 6-0                               | details                                |
| 1996-12-30 (1997*) | ASB Bank Classic                       | Tier IV                                | 107.500                                | hardcourt, buiten                      | Janette Husárová Dominique Van Roost   | Aleksandra Olsza Elena Pampoulova             | 6-2, 6-7, 6-3                          | details                                |
| 1998-01-05         | ASB Bank Classic                       | Tier IV                                | 107.500                                | hardcourt, buiten                      | Nana Miyagi Tamarine Tanasugarn        | Julie Halard-Decugis Janette Husárová         | 7-6, 6-4                               | details                                |
| 1999-01-04         | ASB Bank Classic                       | Tier IVb                               | 112.500                                | hardcourt, buiten                      | Silvia Farina Barbara Schett           | Seda Noorlander Marlene Weingärtner           | 6-2, 7-6                               | details                                |
| 2000-01-03         | ASB Bank Classic                       | Tier IVb                               | 110.000                                | hardcourt, buiten                      | Cara Black Alexandra Fusai             | Barbara Schwartz Patricia Wartusch            | 3-6, 6-3, 6-4                          | details                                |
| 2001-01-01         | ASB Bank Classic                       | Tier V                                 | 110.000                                | hardcourt, buiten                      | Alexandra Fusai Rita Grande            | Emmanuelle Gagliardi Barbara Schett           | 7-6, 6-3                               | details                                |
| 2001-12-31 (2002*) | ASB Bank Classic                       | Tier IV                                | 140.000                                | hardcourt, buiten                      | Nicole Arendt Liezel Huber             | Květa Hrdličková Henrieta Nagyová             | 7-5, 6-4                               | details                                |
| 2002-12-30 (2003*) | ASB Classic                            | Tier IV                                | 140.000                                | hardcourt, buiten                      | Teryn Ashley Abigail Spears            | Cara Black Jelena Lichovtseva                 | 6-2, 2-6, 6-0                          | details                                |
| 2004-01-05         | ASB Classic                            | Tier IV                                | 140.000                                | hardcourt, buiten                      | Mervana Jugić-Salkić Jelena Kostanić   | Virginia Ruano Pascual Paola Suárez           | 7-6, 3-6, 6-1                          | details                                |
| 2005-01-03         | ASB Classic                            | Tier IV                                | 140.000                                | hardcourt, buiten                      | Shinobu Asagoe Katarina Srebotnik      | Leanne Baker Francesca Lubiani                | 6-3, 6-3                               | details                                |
| 2006-01-02         | ASB Classic                            | Tier IV                                | 145.000                                | hardcourt, buiten                      | Jelena Lichovtseva Vera Zvonarjova     | Émilie Loit Barbora Strýcová                  | 6-3, 6-4                               | details                                |
| 2007-01-01         | ASB Classic                            | Tier IV                                | 145.000                                | hardcourt, buiten                      | Janette Husárová Paola Suárez          | Hsieh Su-wei Shikha Uberoi                    | 6-0, 6-2                               | details                                |
| 2007-12-31 (2008*) | ASB Classic                            | Tier IV                                | 145.000                                | hardcourt, buiten                      | Marija Koryttseva Lilia Osterloh       | Martina Müller B Záhlavová-Strýcová           | 6-3, 6-4                               | details                                |
| 2009-01-05         | ASB Classic                            | International                          | 220.000                                | hardcourt, buiten                      | Nathalie Dechy Mara Santangelo         | Nuria Llagostera Vives Arantxa Parra Santonja | 4-6, 7-6, [12-10]                      | details                                |
| 2010-01-04         | ASB Classic                            | International                          | 220.000                                | hardcourt, buiten                      | Cara Black Liezel Huber                | Natalie Grandin Laura Granville               | 7-6, 6-2                               | details                                |
| 2011-01-03         | ASB Classic                            | International                          | 220.000                                | hardcourt, buiten                      | Květa Peschke Katarina Srebotnik       | Sofia Arvidsson Marina Erakovic               | 6-3, 6-0                               | details                                |
| 2012-01-02         | ASB Classic                            | International                          | 220.000                                | hardcourt, buiten                      | Andrea Hlaváčková Lucie Hradecká       | Julia Görges Flavia Pennetta                  | 6-7, 6-2, [10-7]                       | details                                |
| 2012-12-31 (2013*) | ASB Classic                            | International                          | 235.000                                | hardcourt, buiten                      | Cara Black Anastasia Rodionova         | Julia Görges Jaroslava Sjvedova               | 2-6, 6-2, [10-5]                       | details                                |
| 2013-12-30 (2014*) | ASB Classic                            | International                          | 250.000                                | hardcourt, buiten                      | Sharon Fichman Maria Sanchez           | Lucie Hradecká Michaëlla Krajicek             | 2-6, 6-0, [10-4]                       | details                                |
| 2015-01-05         | ASB Classic                            | International                          | 250.000                                | hardcourt, buiten                      | Sara Errani Roberta Vinci              | Shuko Aoyama Renata Voráčová                  | 6-2, 6-1                               | details                                |
| 2016-01-04         | ASB Classic                            | International                          | 250.000                                | hardcourt, buiten                      | Elise Mertens An-Sophie Mestach        | Danka Kovinić Barbora Strýcová                | 2-6, 6-3, [10-5]                       | details                                |
| 2017-01-02         | ASB Classic                            | International                          | 250.000                                | hardcourt, buiten                      | Kiki Bertens Johanna Larsson           | Demi Schuurs Renata Voráčová                  | 6-2, 6-2                               | details                                |
| 2018-01-01         | ASB Classic                            | International                          | 250.000                                | hardcourt, buiten                      | Sara Errani Bibiane Schoofs            | Eri Hozumi Miyu Kato                          | 7-5, 6-1                               | details                                |
| 2018-12-31 (2019*) | ASB Classic                            | International                          | 250.000                                | hardcourt, buiten                      | Eugenie Bouchard Sofia Kenin           | Paige Mary Hourigan Taylor Townsend           | 1-6, 6-1, [10-7]                       | details                                |
| 2020-01-06         | ASB Classic                            | International                          | 275.000                                | hardcourt, buiten                      | Asia Muhammad Taylor Townsend          | Serena Williams Caroline Wozniacki            | 6-4, 6-4                               | details                                |
| 2021–2022          | geen toernooi wegens de coronapandemie | geen toernooi wegens de coronapandemie | geen toernooi wegens de coronapandemie | geen toernooi wegens de coronapandemie | geen toernooi wegens de coronapandemie | geen toernooi wegens de coronapandemie        | geen toernooi wegens de coronapandemie | geen toernooi wegens de coronapandemie |
| 2023-01-02         | ASB Classic                            | WTA 250                                | 259.303                                | hardcourt, buiten                      | Miyu Kato Aldila Sutjiadi              | Leylah Fernandez Bethanie Mattek-Sands        | 1-6, 7-5, [10-4]                       | details                                |
| 2024-01-01         | ASB Classic                            | WTA 250                                | 267.082                                | hardcourt, buiten                      | Anna Danilina Viktória Hrunčáková      | Marie Bouzková Bethanie Mattek-Sands          | 6-3, 6-7, [10-8]                       | details                                |
| 2024-12-30 (2025*) | ASB Classic                            | WTA 250                                | 275.094                                | hardcourt, buiten                      | Jiang Xinyu Wu Fang-hsien              | Aleksandra Krunić Sabrina Santamaria          | 6-3, 6-4                               | details                                |

* Bij een aanvangsdatum op het eind van december geldt het volgende jaar als toernooi-jaar.